# Außenpolitik des Norddeutschen Bundes

Die europäischen Staaten in der Zeit des Norddeutschen Bundes, 1867–1870, mit Quadraten gemäß den Einwohnerzahlen

Die Außenpolitik des Norddeutschen Bundes wurde in erster Linie von Preußen bestimmt. Es war nicht nur der mit Abstand größte Gliedstaat im Norddeutschen Bund; im Frühjahr 1870 wurde das preußische Auswärtige Amt zum Außenamt des Gesamtstaates erhoben. Bedeutendster Politiker des Bundes war Bundeskanzler Otto von Bismarck, der preußische Ministerpräsident und Außenminister.
Von der Gründung des Bundesstaates 1867 bis zur Umwandlung in das größere Deutsche Reich am 1. Januar 1871 war vor allem das Verhältnis zu den süddeutschen Staaten und zu Frankreich bestimmend. Bismarck bemühte sich, Bayern, Württemberg, Baden und das Großherzogtum Hessen näher an den Bund zu binden. Er scheute sich aber, eine regelrechte Volksbewegung im Süden zu entfachen, auch, weil er dann eine Stärkung der liberalen Nationalbewegung befürchtete.
Frankreichs Kaiser Napoleon III. hatte bis 1866 der preußischen Sache noch wohlwollend gegenüber gestanden. Nach der Bundesgründung kam es allerdings schon rasch zu diplomatischen Krisen. Zwischen Norddeutschland und dem französischen Kaiserreich entstand eine Art Kalter Krieg. Im Juli 1870 führte eine der diplomatischen Krisen, die Spanische Thronfolgefrage, zum Deutsch-Französischen Krieg. Während des Krieges schlossen die Südstaaten sich dem Norden an, und Elsaß-Lothringen wurde annektiert. Mit der Verfassung des Deutschen Bundes vom 1. Januar 1871 endete der Norddeutsche Bund.

## Auswärtiges Amt

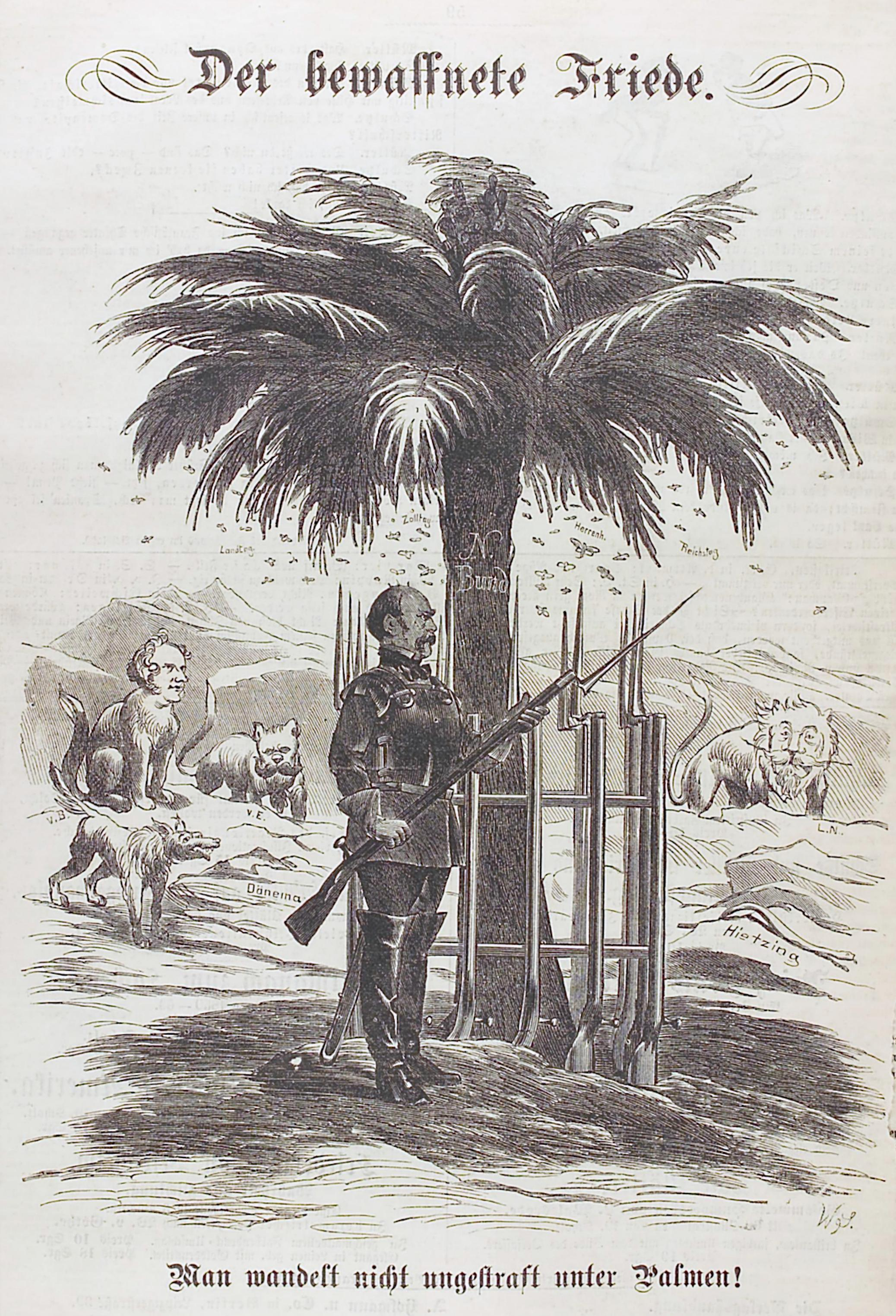
„Bewaffneter Friede“: Karikatur auf Bundeskanzler Otto von Bismarck, der den Norddeutschen Bund bewacht (Kladderadatsch).

Seit 1867 war Otto von Bismarck norddeutscher Bundeskanzler, ernannt von König Wilhelm, dem Inhaber des Bundespräsidiums. Zunächst richtete er ein Bundeskanzleramt ein. Die Liberalen im Reichstag forderten daneben weitere Bundesbehörden, während Bismarck regelrechte Ministerien oder gar eine Kollegialregierung verhindern wollte. Immerhin ging das preußische Außenministerium als Auswärtiges Amt am 1. Januar 1870 auf den Bund über.
Ähnlich wie 1848/49 entstand die Frage, ob nur der Norddeutsche Bund Gesandte ernennen und empfangen konnte. Es setzte sich die Meinung durch, dass die Einzelstaaten weiterhin auch ein eigenes Gesandtschaftsrecht behielten. Allein schon der Kosten wegen gab es mit der Zeit immer weniger solcher Gesandter. Das Gesandtschaftsrecht der Einzelstaaten blieb in der Praxis von geringer Bedeutung.

## Lage nach der Bundesgründung

### Verhältnis zu den süddeutschen Staaten
Der Prager Frieden vom 23. August 1866 beendete den Krieg zwischen Preußen und Österreich. Der Vertrag sah die Möglichkeit vor, dass
- Preußen und die übrigen Staaten nördlich des Mains sich vereinigen: Der Norddeutsche Bund wurde am 1. Juli 1867 als Bundesstaat gegründet;
- und dass die süddeutschen Staaten einen Staatenbund bilden, einen Süddeutschen Bund.

Der norddeutsche Bundesstaat und der süddeutsche Staatenbund hätten in einem weiteren Bund zusammenarbeiten können. Dieser weitere Bund hätte dem militärischen Schutz der Südstaaten gedient, als Ersatz für den Deutschen Bund. Durch Uneinigkeit in und unter den süddeutschen Staaten kam es nicht zum Südbund. Stattdessen unterzeichnete Preußen einzelne Verträge mit den jeweiligen Südstaaten, die sogenannten Schutz- und Trutzbündnisse.

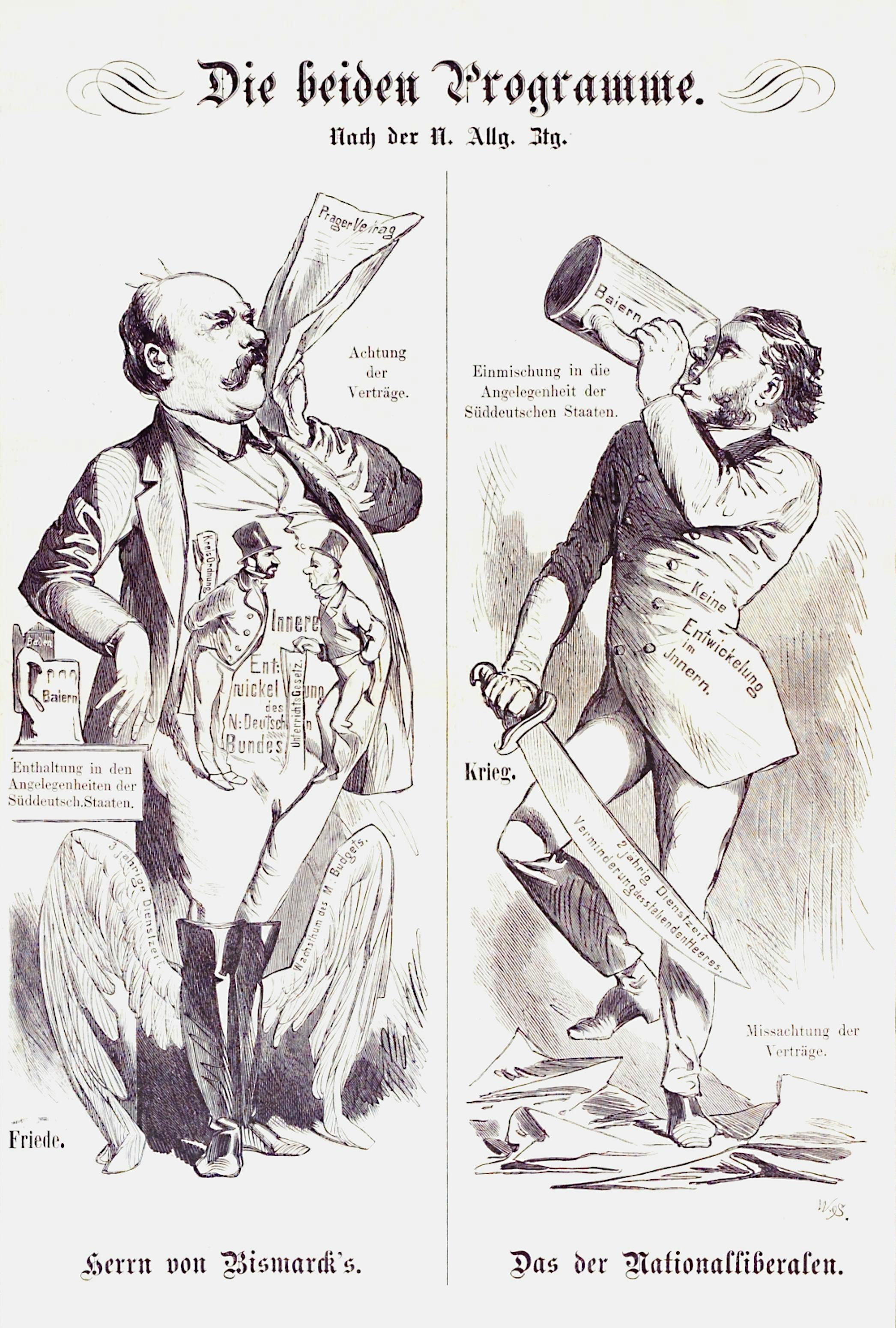
In der Sicht des Karikaturisten war der besonnene Bismarck auf die Einhaltung der Verträge bedacht, wie den Prager Frieden, und die Nationalliberalen außenpolitisch wesentlich forscher.

Bismarck überlegte, den Deutschen Zollverein zum Instrument der deutschen Einheit zu machen. Auf einer Sitzung 1867 wurde der Zollverein durch neue Institutionen verstärkt: einen Zollbundesrat und ein Zollparlament. Die Änderung galt ab 1. Januar 1868. In jenem Jahr wurden die süddeutschen Mitglieder des Zollparlaments gewählt, während die norddeutschen Mitglieder die Mitglieder des norddeutschen Reichstags waren. Der Zollverein vereinheitlichte die Handelspolitik in fast ganz Deutschland und bereitete auf diese Weise die deutsche Einheit vor. Enttäuscht war Bismarck jedoch vom Ausgang der süddeutschen Zollparlamentswahl 1868, da vor allem Gegner Preußens gewählt wurden.
Im Februar 1870 kam es im Reichstag zu einem denkwürdigen Vorfall: Mit der Interpellation Lasker hatten die Nationalliberalen dazu aufgerufen, das liberale und nationalbewusste Baden in den Bund aufzunehmen. Damit würde Druck auf die übrigen Südstaaten ausgeübt. Bundeskanzler Bismarck aber entgegnete scharf abweisend, dass dafür der Zeitpunkt nicht reif sei und er sich bzw. das Bundespräsidium sich nicht drängen lassen werde. Letztlich befürchtete Bismarck, dass ein solcher Beitritt die Liberalen gestärkt hätte und diese eine liberalere Verfassung gefordert hätten.

### Österreich-Ungarn

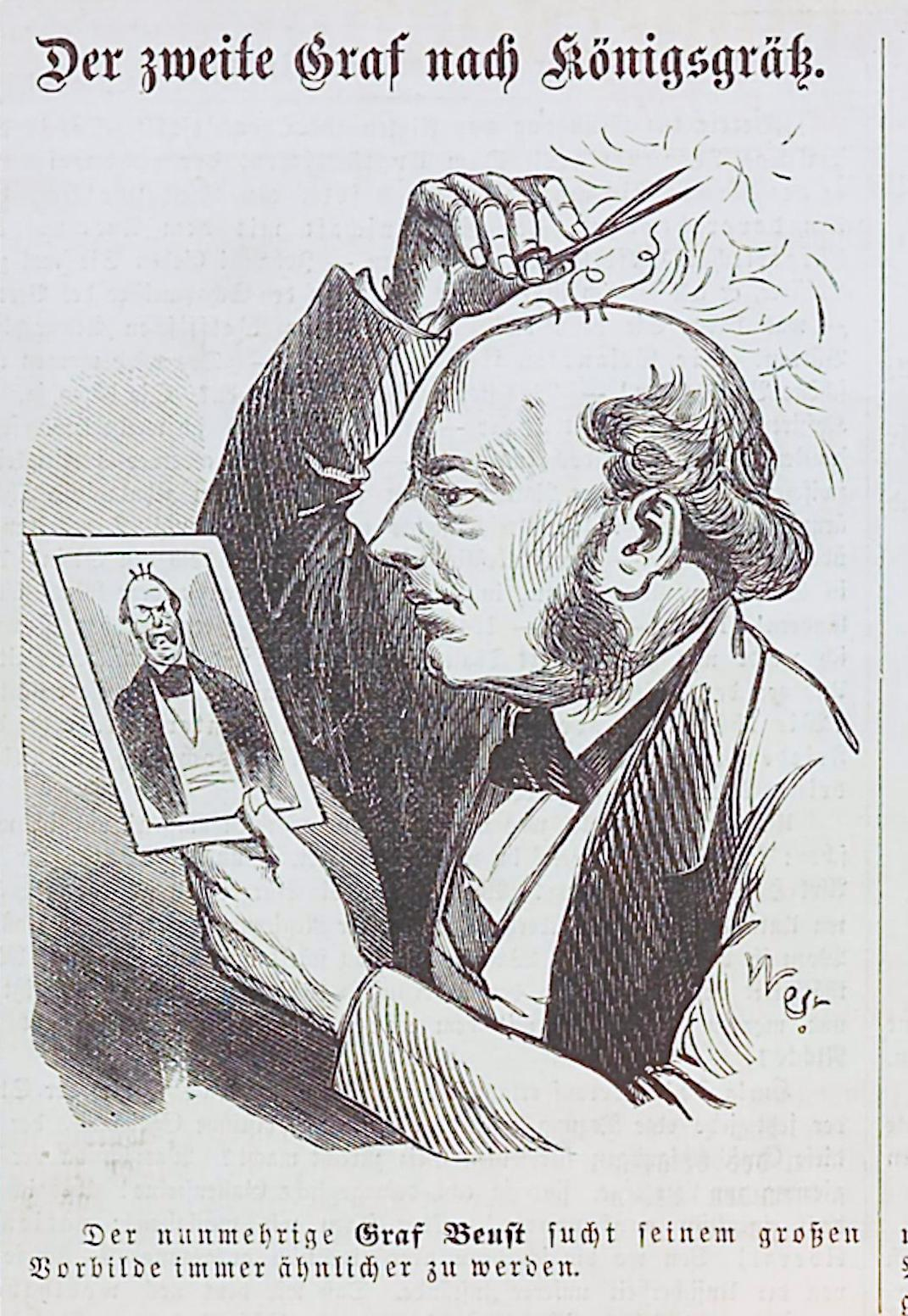
Friedrich Ferdinand von Beust, der erst sächsische und jetzt österreichische Staatsmann, sah sich als besserer Bismarck, meint diese Karikatur.

Der Vielvölkerstaat Österreich war nach der Niederlage von 1866 nur bedingt handlungsfähig, der Ausgleich mit Ungarn von 1867 war noch keine zufriedenstellende Lösung: Die Verständigung der Deutschen und der Ungarn ging auf Kosten der Slawen; auch die Deutschen waren untereinander nicht einig, wie es nach der Niederlage weitergehen sollte.
Kaiser Franz Joseph berief Friedrich Ferdinand von Beust zum Reichskanzler, den ehemaligen sächsischen Minister und Gegenspieler Bismarcks. Trotz der Auflösung des Deutschen Bundes strebte die österreichische Führung danach, wieder mehr Einfluss in Süddeutschland zu gewinnen. Außerdem sollte, mithilfe von Bündnissen, Österreichs Stellung in Mitteleuropa ausgebaut werden. Nachdem Preußen an einer Zusammenarbeit kein Interesse zeigte, wendete Österreich-Ungarn sich Frankreich zu. Dies stieß allerdings auf Widerwillen bei vielen Süddeutschen und Deutschösterreichern, nur die Tschechen hatten Sympathien für Frankreich. Einen „Wiedereintritt in Deutschland“ lehnten die Ungarn strikt ab.
Mit Frankreich und Italien bemühte die österreichisch-ungarische Doppelmonarchie 1868–1870 um ein Bündnis. Wegen unterschiedlicher Ziele kam es nicht zustande: Frankreich suchte in erster Linie Unterstützung gegen Preußen, Österreich-Ungarn jedoch gegen Russland.

### Frankreich
Die Außenpolitik des französischen Kaisers Napoleon III. war teilweise wechselhaft und wird heute unterschiedlich interpretiert. Innerhalb seiner napoleonischen Staatsräson, dem Streben nach Prestige, Macht und indirektem Einfluss, versuchte er das Nationalitätsprinzip zu aktivieren und damit die günstige Situation zu nutzen, in der Frankreich sich seit dem Krimkrieg befand. In seiner Propaganda stellte er dies als eine Politik dar, ein modernes, nationalstaatlich verfasstes Europa zu einigen. Napoleon dachte an die Befreiung der Völker auf dem Balkan von der osmanischen Fremdherrschaft, auf ein wiedererrichtetes Polen, an eine Neuordnung in Italien und Deutschland – solange dies den französischen Interessen diente. Kritiker in Frankreich selbst fürchteten die Eigendynamik entfesselter Nationalitäten.

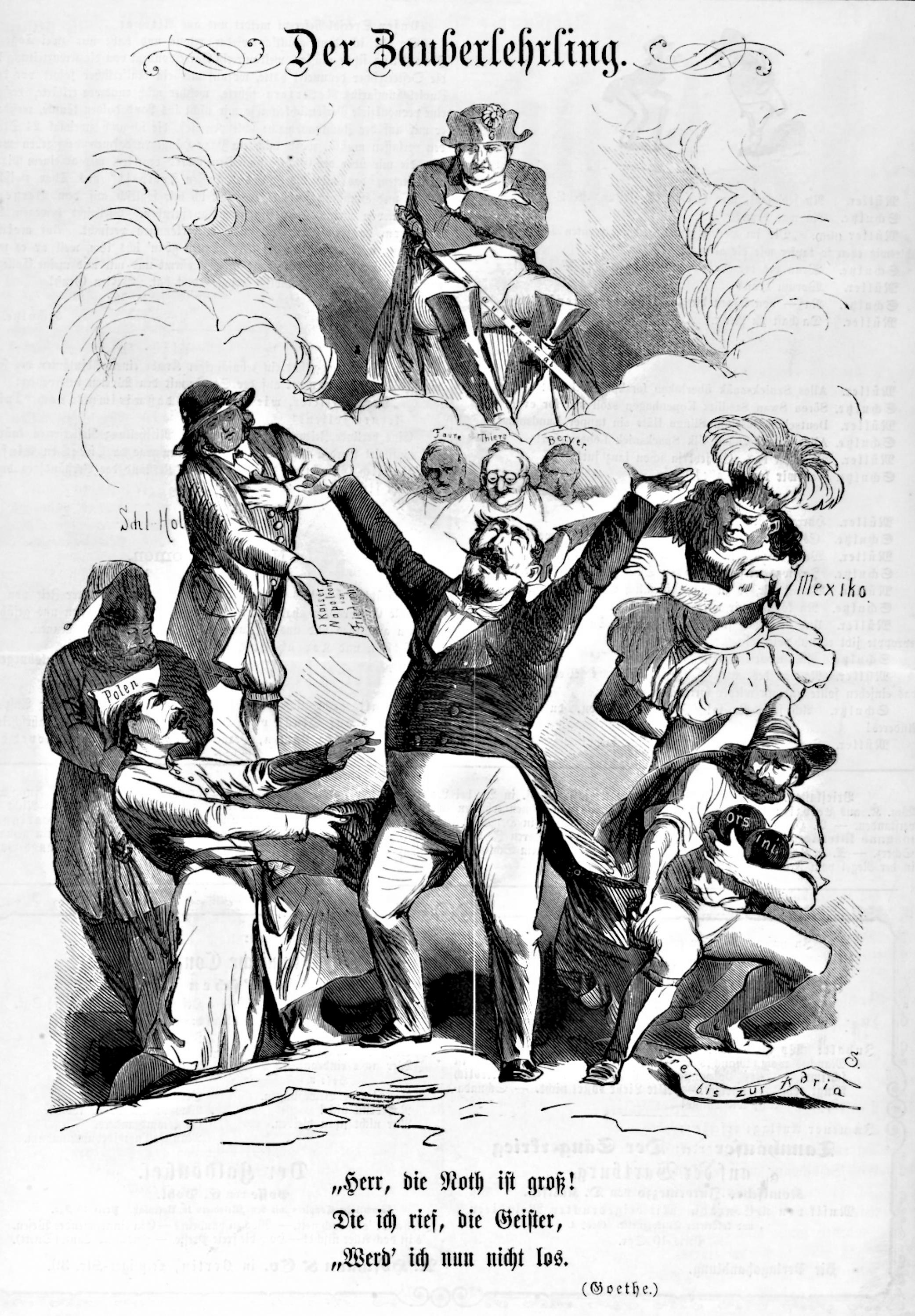
Louis-Napoleon Bonaparte wurde 1848 französischer Staatspräsident und machte sich 1852 zum Kaiser. Er strebte danach, in die Fußstapfen seines berühmten Onkels zu treten, des ersten Kaiser Napoleon. Diese Karikatur aus dem Jahr 1864 spielt auf seine außenpolitischen Abenteuer und Initiativen an, von Polen über Schleswig-Holstein zu Mexiko und Italien.

Während des Krimkriegs wollte er ein dreigeteiltes Deutschland sehen, im Italienkrieg dachte er daran, Österreich aufzuteilen, mit dem er sich letztlich arrangierte. Napoleon lernte, dass Preußen und der Deutsche Bund ihm in dieser Zeit im Wege gestanden hatten. Um 1860 begann er mit Versuchen, sich Preußen politisch und wirtschaftlich anzunähern. Die französische Presse beschrieb Preußen als einen modernen liberal-konstitutionellen Staat. Gerichtet war dies gegen Österreich-Ungarn, das als Erzfeind mit hegemonialen Bestrebungen begriffen wurde.
Den Deutschen Krieg 1866 begünstigte Napoleon, um den (gegen Frankreich gegründeten) Deutschen Bund und die beiden deutschen Großmächte zu schwächen. Ähnlich wie er es für Italien 1860 geplant hatte, dachte er an ein dreigeteiltes Deutschland: In einem Geheimvertrag mit Österreich hatte er bestimmt, dass Österreich-Ungarn eine Neuordnung nur mit französischem Einvernehmen durchsetzen durfte. Preußen sollte sich allenfalls in Norddeutschland ausbreiten. Nicht zuletzt setzte Napoleon auf die deutschen Mittelstaaten. Da er von einem österreichisch-mittelstaatlichen Sieg ausging, verzichtete er auf konkrete Absprachen mit Preußen. Nach Preußens Sieg musste der um seine Hoffnungen betrogene Napoleon die neue Situation hinnehmen, da französische Truppenteile noch in Mexiko und Algerien standen. Ein Eingreifen hätte auch dem propagierten Nationalitätsprinzip widersprochen.
Napoleon suchte danach durchaus den Ausgleich oder sogar ein Bündnis mit Preußen, um es dem russischen Einfluss zu entziehen. Die öffentliche Meinung blieb aber preußenfeindlich und erwartete zumindest den Erwerb kleinerer preußischer Gebiete (Grenzen von 1814), angesichts der großen Annexionen Preußens in Norddeutschland. Die Verbindungen zwischen Nord- und Süddeutschland, namentlich die Schutz- und Trutzbündnisse und das Zollparlament, erschien vielen Franzosen als Überschreiten der Mainlinie, wie der Prager Frieden sie festgelegt hatte. Napoleons Großmachtpolitik war gescheitert. In den kommenden Jahren gelang es Frankreich auch nicht, ein gegen Norddeutschland gerichtetes Bündnis zu schmieden. Der Kaiser sah sein „krisenanfälliges System“ immer stärker in der Kritik der öffentlichen Meinung. Konrad Canis: „Offenbar waren viele der politisch ambitionierten Franzosen nicht nur überzeugt, eine Vormacht ihres Staates in Europa bestehe zu Recht, sondern verlangten, sie offensiv zu behaupten. Diesem Druck zu entziehen vermochte sich das labile Regime nicht.“

### Russland
Das Russische Reich stand seit längerer Zeit in guter Verbindung zum Königreich Preußen. Nicht nur war Preußen im Krimkrieg neutral geblieben, es stand auf Seiten Russlands im Jahr 1863, als Russland den polnischen Aufstand niederschlug. Dadurch wurde ein von Russland zumindest befürchtetes Eingreifen der Westmächte gänzlich unmöglich. Das russische Wohlwollen, das Bismarck in den folgenden Jahren genoss, lag allerdings auch daran, dass Russland Preußen für schwach hielt.

Nach dem Krieg annektierte Preußen große Gebiete in Nordwestdeutschland.
Preußen
Preußische Annexionen
Preußische Verbündete
Österreich
Österreichische Verbündete
Neutrale Staaten des Deutschen Bundes

Bismarcks aggressive Politik im Deutschen Bund 1866 wurde vom russischen Außenminister Gortschakow scharf kritisiert. Gortschakow wünschte sich einen europäischen Kongress, der die Venetien- und die Schleswig-Holstein-Frage gelöste hätte. Preußen und Italien stimmten dem Vorschlag zu, während Österreich-Ungarn ihn ablehnte, falls Venetien auf der Tagesordnung gestanden hätte. Daher war Russland nur kurzfristig über das allzu forsche Preußen verstimmt.
Russland kritisierte außerdem die Annexion norddeutscher Staaten durch Preußen, und es hätte auch etwas dagegen gehabt, wenn Preußen seine Macht nach Süddeutschland ausgebreitet hätte. Russland bot Preußen an, bei einem französischen Angriff auf Preußen, zum Ausgleich Österreich-Ungarn mit russischen Truppen an der Grenze in Schach zu halten. Dahinter stand allerdings das russische Ziel, wieder Mittel- und Osteuropa zu dominieren, auch dank der preußisch-österreichischen Rivalität. Allerdings wuchsen aus Sicht Russlands, wegen seiner Expansion nach Asien, die Spannungen mit Großbritannien, und auf dem Balkan und im Mittelmeer war zusätzlich Österreich-Ungarn Hauptgegner. Im Frühjahr 1868 trafen König Wilhelm und Zar Alexander eine Absprache: Die Länder sicherten einander Beistand zu, falls Österreich und Frankreich gemeinsam Preußen oder Russland angriffen.
Diese nicht offiziell gemachte, aber dennoch sehr verbindliche Absprache war eine Meisterleistung Bismarcks. Preußen wurde von Russland nicht mehr als zweitrangig wahrgenommen, während Russland sich in einer schwachen Situation befand. Bismarck hatte aber auch Glück, dass in der ersten Hälfte des Jahres 1870 die russische Politik auf dem Balkan und im Nahen Osten zurückhaltend war, eine Ausnahme in der damaligen Epoche.

### Großbritannien
Großbritannien war nicht grundsätzlich gegen eine deutsche Vereinigung. Trotz unterschiedlicher Ansichten im Weg dorthin begrüßten es beide große Parteien zeitweise sogar, dass in der Mitte Europa ein einheitlicher Wirtschaftsraum ohne Zollschranken entstehen würde. Außerdem wünschten sie sich für Frankreich und Russland ein Gegengewicht. Wegen innenpolitischer und weltpolitischer Probleme in den 1860er-Jahren gab es in London kein Interesse, sich besonders in Mitteleuropa einzumischen.
Für den britischen Premierminister Palmerston stand Preußen erst nach 1866 auf gleicher Höhe wie Frankreich. Der britische Premierminister Palmerston sah in Preußen ein zweitrangiges Gegengewicht zu Frankreich, dem Hauptrivalen auf dem Kontinent. „Mitteleuropa stellte nicht mehr das machtpolitische Vakuum dar, das als eine der Bedingungen für das Gleichgewicht der Mächte auf dem Kontinent galt,“ so Konrad Canis.
Doch während Großbritannien mit Preußen wenig Reibungspunkte hatte, gab es umso mehr mit Frankreich. Im Sommer 1866 vermutete man, dass Napoleon III. sein Gebiet vergrößern wolle, im Jahr 1867 gab es die Luxemburgkrise und im Jahr danach die um belgische Eisenbahnen. Die britisch-französischen Beziehungen erreichten einen Tiefpunkt. Vor allem aber das britische Weltreich bereitete London große Sorgen: Bislang schienen sich globale „Pax Britannica“ und Parlamentarismus gut zu ergänzen und einander zu fördern. „Nun wurde das Verhältnis von Demokratie und Imperium […] zu einem Kardinalproblem der britischen Geschichte“, heißt es bei Klaus Hildebrand. Eine Politik der Nichtintervention in Europa war nicht nur populär: Die Verantwortlichen befürchteten eine Kettenreaktion mit Gefahren für Großbritanniens Weltmachtstellung.

## Außenpolitische Krisen und Themen

### Luxemburg-Krise 1867

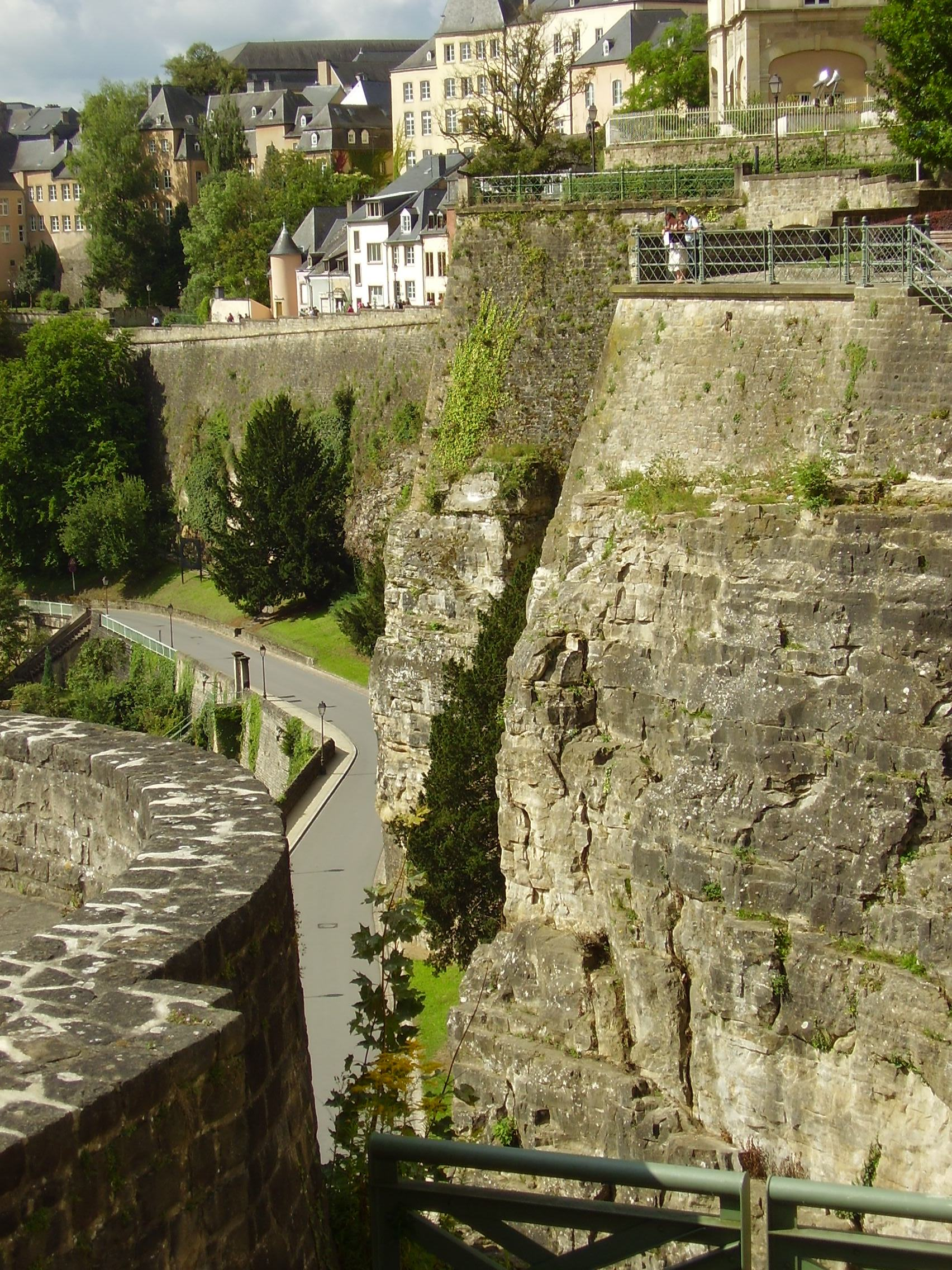
Nach 1867 wurde die Festung Luxemburg geschleift. Ein Teil ist in Luxemburg-Stadt immer noch zu sehen.

Nach 1866 gab es den Deutschen Bund nicht mehr, so dass Luxemburg keinem Staatenbund mehr angehörte. Wohl war sein Großherzog dauerhaft, in Personalunion, der niederländische König. In dieser Situation versuchte Frankreich, das Gebiet zu annektieren. König-Großherzog Wilhelm III. war bereit, Frankreich das Großherzogtum gegen Zahlung von Geld abzutreten. Napoleon III. glaubte sich mit Preußen im Einvernehmen, dass er Belgien und Luxemburg übernehmen könne, als Preis für sein Wohlwollen gegenüber der preußischen Machtausbreitung.
Doch Bismarck bekam Angst vor der öffentlichen Meinung in Deutschland, die im Verkauf Luxemburgs einen Verrat an der nationalen Sache gesehen hätte. Er wirkte auf Wilhelm III. ein, das Angebot zurückzuziehen. In Frankreich war man empört, das Land mobilisierte seine Truppen. Schließlich wurde die Krise durch eine internationale Konferenz in London gelöst: Die Mächte bestätigten die Situation und die Neutralität Luxemburgs. Die preußische Garnison musste zwar abziehen, doch insgesamt kam das Ergebnis eher einem diplomatischen Sieg Preußens als einem Erfolg Napoleon III gleich.

### Belgische Eisenbahnkrise 1868/1869
Ende 1868 plante eine französische Eisenbahngesellschaft, die Ostbahngesellschaft, zwei finanziell angeschlagene belgische Gesellschaften zu übernehmen. Die belgische Regierung verhinderte den Verkauf durch ein neues Gesetz, das die Zustimmung der Regierung vonnöten machte. Sie befürchtete eine wirtschaftliche Durchdringung durch Frankreich. Das neue Gesetz empörte die französische Regierung, die verlangte, dass die belgische Regierung die Zustimmung gab. Sie verdächtigte den Norddeutschen Bund, den Erwerb insgeheim zu verhindern.
Es kam zu Verhandlungen in Paris im März und April 1869. Die französische Seite beharrte auf ihrem Standpunkt, während Belgien nur zu einem Kompromiss bereit war. Großbritannien übte immer stärkeren Druck auf Frankreich aus und drohte schließlich mit einem britisch-preußischen Bündnis. Napoleon gab nach und ließ den Kompromiss aushandeln.

### Kaiserplan 1870
Anlässlich der Einrichtung des neuen Amtes überlegte Bismarck, dem preußischen König (dem „Bundespräsidium“) einen Kaisertitel zu geben. Der König hatte nämlich für die Vertretung des Bundes gegenüber fremden Ländern, als Oberhaupt des Norddeutschen Bundes, keine eigentliche amtliche Bezeichnung. Der König hätte es abgelehnt, sich als „Präsident“ des Norddeutschen Bundes zu bezeichnen, auch wenn selbst konservative Politiker den Ausdruck zuweilen gebrauchten. Vor allem aber wollte Bismarck König Wilhelm international aufwerten und damit Schwung in die deutsche Frage bringen.
Bismarck sondierte bereits im Ausland und in Süddeutschland, wie dort ein Kaisertitel aufgenommen werden würde. Die Reaktionen waren eher negativ, außerdem war König Wilhelm gegen einen neu erfundenen Kaisertitel. Schließlich wurde der Kaiserplan durch die Krise im Zuge der Spanischen Thronfolge überschattet. Während des Krieges gegen Frankreich stimmten Bundesrat und Reichstag einer Verfassungsänderung zu, die dem Bundespräsidium (dem preußischen König) den Titel „Deutscher Kaiser“ gab.

### Spanische Thronfolge 1870
Im Jahr 1868 war die spanische Königin Isabella II. abgesetzt worden. Das revolutionäre Übergangsregime suchte in ganz Europa nach einem geeigneten neuen König für Spanien. Nach mehreren Ablehnungen wandte sich das Regime (erneut) an Leopold von Hohenzollern, einen katholischen Verwandten des preußischen Königs Wilhelm aus der süddeutschen Zweiglinie Hohenzollern-Sigmaringen. Bismarck überredete Leopold, trotz der politisch unruhigen Lage in Spanien zu kandidieren. Damit wollte Bismarck einen diplomatischen Sieg gegen Frankreich erringen, das einen Hohenzollernprinzen als spanischen König ablehnte.
Nachdem am 2. Juli 1870 versehentlich die Kandidatur bekannt geworden war, drohte die französische Regierung mit Krieg. Leopold zog seine Bereitschaft zurück. Übermütig verlangte die französische Regierung über ihren Botschafter nun vom preußischen König, dem Chef des Hauses Hohenzollern, dass er eine Hohenzollern-Kandidatur für alle Zeiten ausschloss. König Wilhelm war zwar gegen Krieg, weigerte sich aber, eine solche Garantie abzugeben. Bismarck veröffentlichte Wilhelms Reaktion auf den französischen Botschafter in Formulierungen, die die Ablehnung sehr schroff wirken ließ.

## Deutsch-Französischer Krieg 1870/1871

### Kriegsausbruch
Bismarcks Pressemitteilung über das Gespräch Wilhelms und des Botschafters führte in Deutschland und in Frankreich zu großer Empörung. Die französische Kriegserklärung an Preußen folgte am 19. Juli 1870. Durch die Bundesverfassung trat der Kriegszustand in ganz Norddeutschland ein.

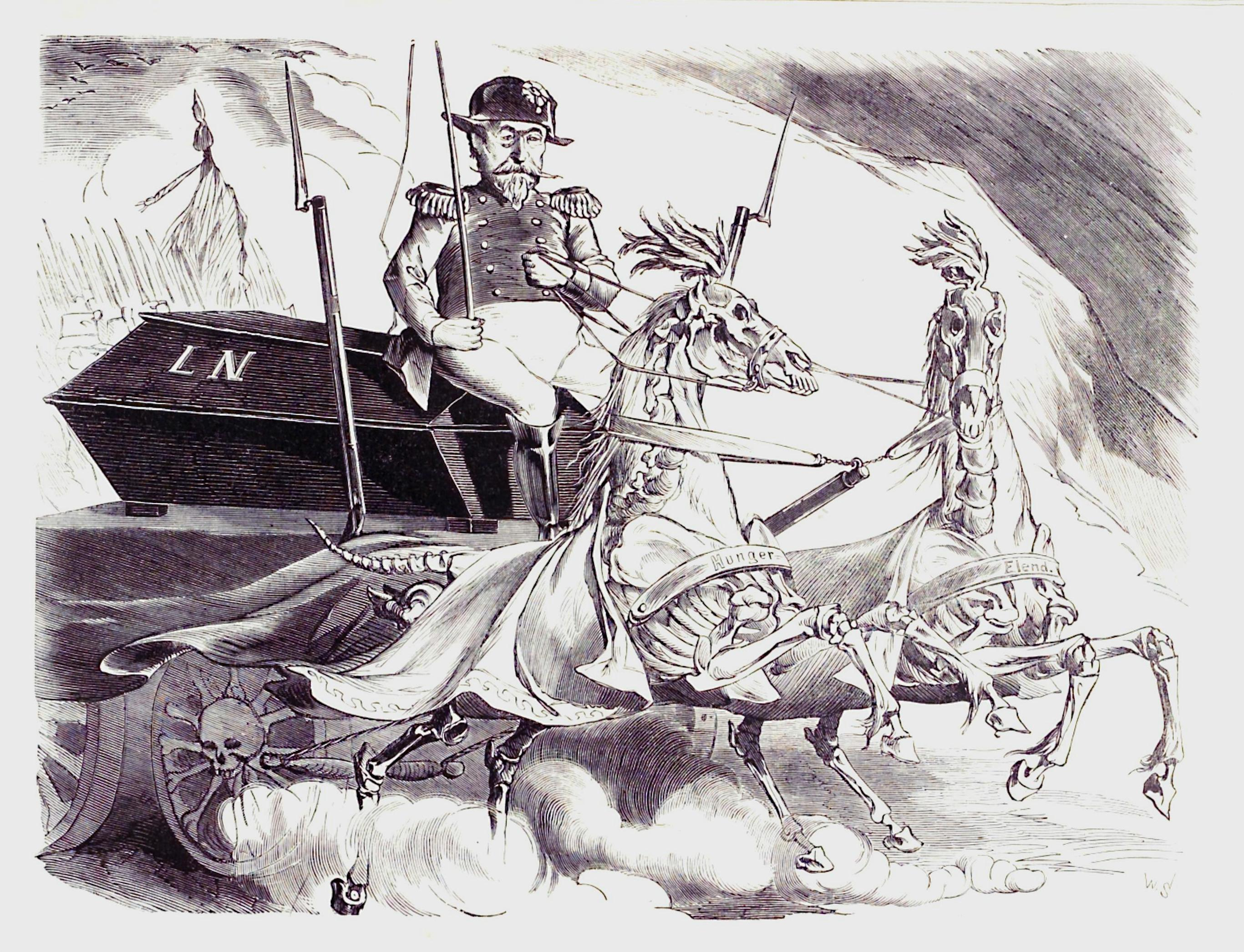
Karikatur über Napoleon III. nach der Kriegserklärung

In Süddeutschland blieb man auch nach der Kriegserklärung gegenüber dem Norden skeptisch, doch man gewann die Überzeugung, dass nur ein siegreicher Krieg und die deutsche Einheit Sicherheit vor Frankreich verschaffen würde. Eine solche äußere Bedrohung fehlte 1849 beim ersten preußischen Anlauf zu einem Nationalstaat. Die Schutz- und Trutzbündnisse mit Preußen verpflichteten die Südstaaten in jedem Kriegsfall zur Hilfe. Theoretisch hätten sie den Kriegseintritt verzögern können, indem sie die Frage hätten prüfen lassen, wer der Angreifer war. Doch die Politiker der Südstaaten leiteten teilweise schon vor der Kriegserklärung entsprechende Maßnahmen wie Mobilisierungen und Kriegskredite im Parlament ein.
Die französische Regierung ging davon aus, dass Dänemark und Österreich-Ungarn sich für ihre Kriegsniederlagen von 1864 bzw. 1866 rächen wollten und von sich aus in den Krieg eintreten würden. Italien würde sich später Frankreich anschließen, um sich für die Hilfe in den vorherigen Jahren zu bedanken. Russland würde neutral bleiben, um ein einiges Deutschland zu verhindern. Nach den Dreibundverhandlungen glaubte Napoleon, dass Italien und Österreich-Ungarn moralisch zur Hilfe verpflichtet seien. Tatsächlich aber blieb Frankreich im Krieg isoliert. Sein Kriegsgrund, die beleidigte Ehre der Nation, wurde in Europa kaum anerkannt.

### Österreich-Ungarn und Russland

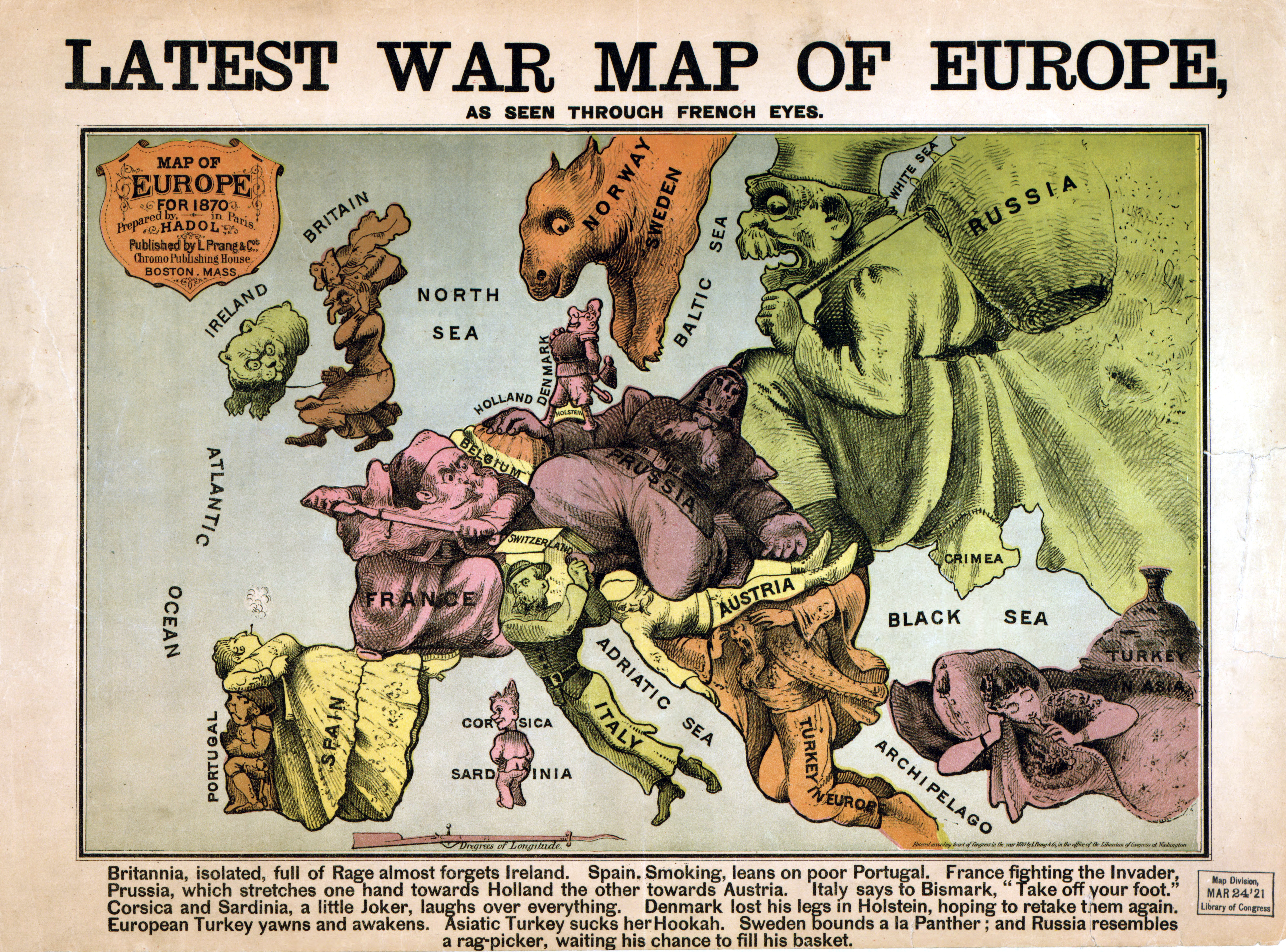
Eine satirische Karte Europas aus dem Jahr 1870. Im Deutsch-Französischen Krieg kämpften zwar nur Franzosen und Deutsche, aber in mehreren anderen Ländern wurde die Armee vorsichtshalber mobilisiert.

Großbritannien und Russland hätten gerne eine Vermittlerrolle eingenommen. Bismarck ließ jedoch in London Pläne veröffentlichen, denen zufolge Napoleon Belgien besetzen wollte. Der Zar drohte Österreich-Ungarn mit Intervention, sollte es Frankreich unterstützen, während sein Regierungschef Gortschakow Frankreich zuneigte. Beide Länder schätzten Preußen immer noch falsch ein, und zwar als zweitrangige Macht zusammen mit Österreich-Ungarn hinter den drei dominierenden Großmächten Russland, Großbritannien und Frankreich. Ihnen gefiel eine dauerhafte Rivalität zwischen Frankreich und Preußen und auch eine Schwächung Frankreichs. Das erklärt ihre Untätigkeit, allerdings wünschten sie nur einen kurzen Krieg mit geringen Folgen.
Nach Kriegsausbruch gab es beim österreichischen Kaiser und bei Kanzler Beust die Hoffnung, wieder etwas mehr Einfluss in Süddeutschland zu erlangen. Statt sich Frankreich anzudienen, entschied man sich aber, erst einmal französische Siege abzuwarten. Bei einer französischen Besetzung Süddeutschlands hätte Österreich-Ungarn entweder mit Frankreich über eine Befreiung zu verhandeln, oder aber mit Preußen dem Süden militärisch befreien können. Mit einem preußischen Sieg rechneten jedenfalls nur wenige, umso größer war später das Gefühl von Ohnmacht und Verzweiflung. Unerwarteterweise wurde Süddeutschland nicht besetzt, vielmehr schlossen sich dessen Regierungen und Bevölkerung Preußen an, und in Österreich solidarisierten sich die Deutschsprachigen mit der deutschen Nationalbewegung. Hätte die Wiener Führung sich für die Unterstützung Frankreichs oder Deutschlands entschieden, so musste man mit Konflikten zwischen den Deutschsprachigen und den profranzösischen Ungarn und Slawen rechnen. In Wien fürchtete man obendrein, dass Frankreich die Rumänen in den Donaufürstentümern aufwiegeln würde. Die Lage dort war bereits unruhig. Daraus hätte ein russischer Angriff entstehen können, mit Auswirkungen auf die Bereitschaft der Ungarn, auf einen Kriegsbeitritt Österreich-Ungarns auf französischer Seite hinzuwirken. Schließlich hätte ein Eingreifen zugunsten Frankreichs zu einem Zweifrontenkrieg gegen Preußen und Russland führen können. Zum Kriegführen aber war Österreich-Ungarn, wegen seiner militärischen und finanziellen Schwäche, ohnehin nicht in der Lage.
Bismarck versuchte mit Verweis auf die neue Republik in Frankreich, in Russland und Österreich-Ungarn Sympathie für die eigene, konservativ-monarchische Sache zu gewinnen. Wirkungsvoller für die russische Neutralität hingegen war ein anderes Moment. Russland war immer noch den Bedingungen des Pariser Friedens von 1856 unterworfen. Mit Bismarcks diplomatischer Unterstützung kündigte der Zar am 31. Oktober die Klauseln über die Neutralisierung des Schwarzen Meers auf, die Russland eine eigene Schlachtflotte dort verboten hatten.
Nach dem russischen Vorstoß setzte auch in Österreich-Ungarn ein Umdenken ein. Zwar waren die Annexionen in Österreich-Ungarn nicht populär, aber Beust ging davon aus, dass sie ebenso wie der Anschluss Süddeutschlands an den Norden nicht mehr zu verhindern waren. Mit einem freundlichen Verhältnis zu Preußen würde Österreich-Ungarn wenigstens in Einzelheiten Einfluss ausüben können.

### Großbritannien
Die angespannten britisch-französischen Beziehungen kamen Bismarck nach Kriegsausbruch zugute. Wohl war er über britischen Schutz für französischen Staatsbürger in Norddeutschland erbost, da er im Juli 1870 vor mehr oder weniger vor vollendete Tatsachen gestellt wurde. Außerdem übernahm das britische Außenministerium die diplomatischen Geschäfte Frankreichs in Berlin und wollte dasselbe umgekehrt auch in Paris tun. Bismarck war gegenüber dieser Einmischung misstrauisch und ließ diese Aufgabe stattdessen durch die USA erledigen.
Verärgert war der Bundeskanzler auch wegen der Entscheidung der britischen Regierung, dass ihre Staatsbürger mit beiden Kriegsgegnern Handel treiben durften. Wäre die französische Blockade der Ostsee erfolgreich gewesen, hätte diese scheinbar unparteiische Haltung allein der französischen Seite geholfen. Und obwohl der überseeische Handel verboten blieb, konnten die Franzosen britische Schiffe in Großbritannien mieten, um sich mit britischen Gütern wie Kohle und Munition zu versorgen. Trotz entsprechender Eingaben Bismarcks und selbst König Wilhelms blieb Großbritannien bei dieser Praxis. London entgegnete, die Franzosen würden sich sonst Richtung Amerika wenden und die britische Industrie wäre ruiniert.
Großbritannien erkannte an, dass Frankreich sich aggressiv verhalten und den Krieg erklärt hatte. Es bemühte sich aber, keinen der beiden Kriegsgegner unnötig zu verärgern. Eine Verpflichtung auf dem Kontinent sollte zumindest im Augenblick vermieden werden. Wichtig war für London nicht zuletzt die belgische Neutralität, die es sich im August 1870 erst durch einen Vertrag mit Preußen zusichern ließ, und kurz darauf durch einen mit Frankreich. Auch diese scheinbare Gleichstellung erboste Bismarck, da schließlich Frankreich den Krieg begonnen und schon in den vorigen Jahren nach Belgien (und Luxemburg) geschielt hatte.

### Weitere Länder

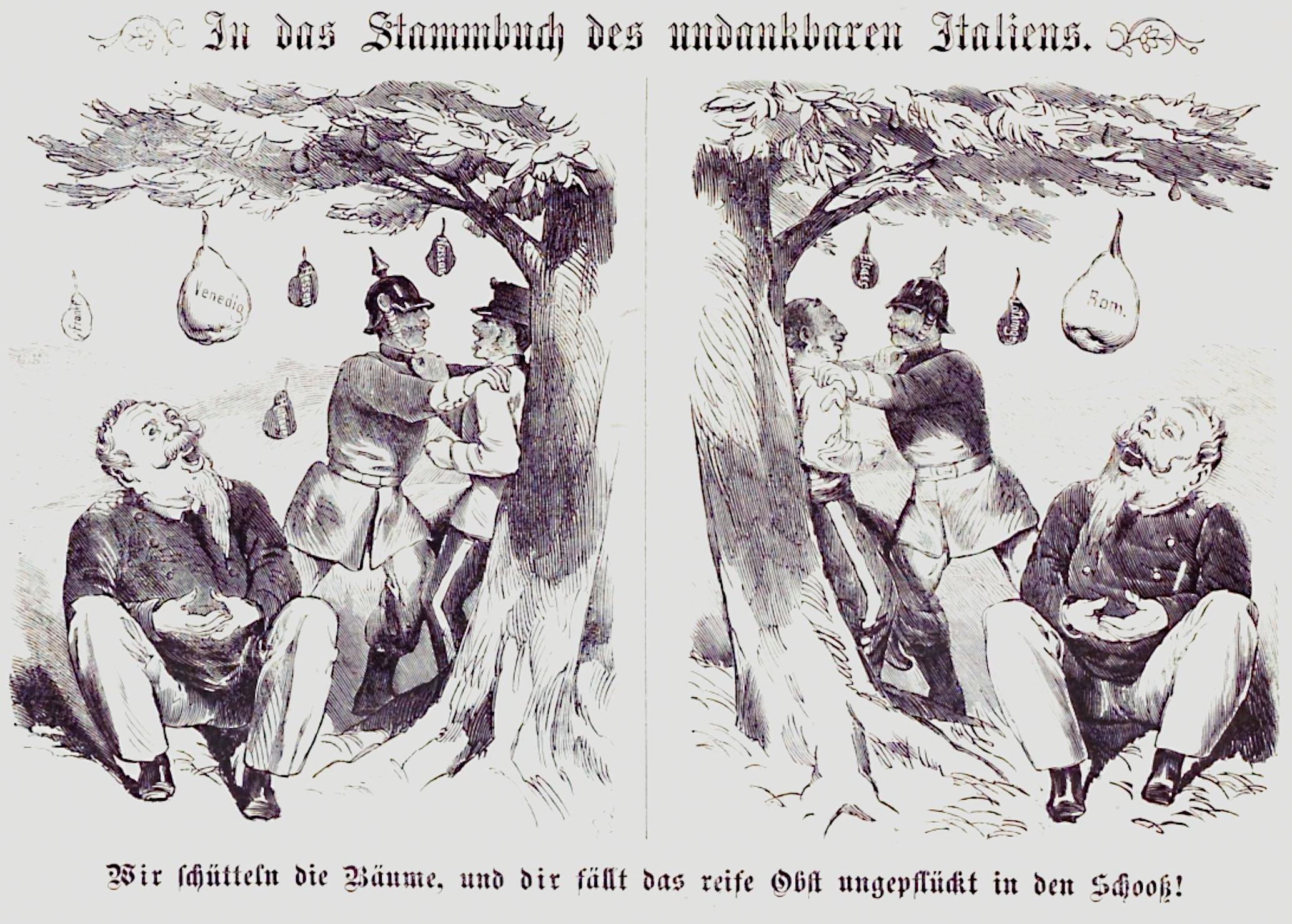
Nach Ausbruch des Krieges zog Frankreich seine Truppen aus Rom ab, so dass Italien es sich einverleiben konnte. Die Karikatur setzt die Kriege 1866 und 1870 miteinander gleich: Ohne eigenes Zutun habe Italien erst Venetien, dann Rom erhalten. In Wirklichkeit war Italien 1866 ein Verbündeter Preußens und nahm auch an den Kampfhandlungen teil.

Italiens Außenminister Visconti-Venosta bemühte sich seit Kriegsbeginn energisch, eine „Liga der Neutralen“ zu bilden, um eine Ausweitung des Kriegs auf ganz Europa zu verhindern. Sein König Viktor Emanuel II. hingegen war stark pro-französisch ausgerichtet und hätte Italien am liebsten in den Krieg geführt. Dem österreichischen Botschafter berichtete der König von einem mit Napoleon III. ausgehandelten Plan: Österreich-Ungarn und Italien sollten als Vermittler auftreten. Nachdem Preußen unannehmbare Forderungen ausgeschlagen haben würde, käme der Dreibundplan von 1869 zum Zuge. Viktor Emanuel musste aber einsehen, dass die Mehrheit des Kabinetts Widerstand leistete. Erst recht nach dem preußischen Sieg vom 6. August bei Spicheren überwog in Italien die Neigung zur Neutralität. Eine Unterstützung der französischen Politik hätte es den Gemäßigten in Paris noch schwieriger gemacht, sich gegen die Kriegspartei durchzusetzen und einen vernünftigen Ausgleich mit Preußen zu befürworten.
Dänemark war spätestens seit der Niederlage von 1864 stark anti-preußisch eingestellt. Die Dynastien Dänemarks und Russlands waren eng miteinander verwandt, was der preußischen Sache eher schadete. Außer der Zarin, einer Schwester des dänischen Königs, war der Däne Jules Hansen in Paris darauf bedacht, Meinungen über Preußen zu beeinflussen. Der PR-Berater Hansen stand auf der Seite der französischen Regierung und wollte das preußisch-russische Einvernehmen torpedieren.

### Elsass-Lothringen
In den ersten Kriegswochen erlebten die Deutschen, dass die militärischen Erfolge mit großen Verlusten erkauft wurden. Umso mehr forderten sie größere Sicherheit vor Frankreich. Die Verschiebung der Grenze nach Westen war aber nur durchsetzbar, wenn Frankreich eine vollständige militärische Niederlage zugefügt wurde. Ein kurzer Krieg wurde so unmöglich, denn das neue französische Regime hätte das eigene Ende riskiert, wäre es auf die deutschen Forderungen eingegangen.

Das deutsche Reichsland Elsaß-Lothringen, ab 1871, im Vergleich zu den französischen Departments

Gegen Annexionen sprach sich nur eine kleine Minderheit einschließlich der Sozialisten um August Bebel aus. Ansonsten waren alle Schichten und politischen Richtungen für die Eingliederung von Elsass und Lothringen, allen voran die Liberalen. Bismarck meinte, die Herrschsucht und Anmaßung sei dem französischen Volkscharakter eigen, und Frankreich würde sowieso auf Rache sinnen. Daher sollten Elsass und Lothringen als Deckung dienen, um den zu erwartenden künftigen Angriff zu erschweren. Wetzel betont, dass Bismarck ohne Annexionsabsicht in den Krieg gegangen ist, dass er improvisierte, die öffentliche Meinung berücksichtigen musste und dabei eine politische Kosten-Nutzen-Abrechnung vornahm, ohne seine höchstpersönliche Meinung zu ändern. Wie bei den Kolonien sah er erst im Nachhinein ein, dass der Gebietserwerb sich nicht gelohnt hat.
Bismarck schätzte richtig ein, dass Frankreichs Feindschaft durch den Verlust einen Impuls erhielt, doch nur einen zusätzlichen. Er war sich allerdings auch dessen bewusst, dass die Annexion den Großmächten wie England und Russland einen bedrohlichen Anspruch Deutschlands signalisierte. Auch in Italien, den USA und anderen Ländern bewirkte der Annexionsplan einen deutlichen Stimmungsumschwung zuungunsten Deutschlands. Canis weist dabei darauf hin, dass ein siegreiches Frankreich gewiss die Rheingrenze gefordert hätte. In der damaligen Zeit sei es unvorstellbar gewesen, dass der Sieger keine Gebiete verlangt hätte.
Am 1. September 1870 kam es zur Schlacht von Sedan. Napoleon III. wurde gefangen genommen und musste kapitulieren. Viele Soldaten kamen in deutsche Kriegsgefangenschaft, und auch ein Großteil des Kriegsmaterials geriet in deutsche Hände. Doch am 4. September bildete sich in Paris eine Regierung der Nationalen Verteidigung. Es war unsicher, ob und wie die neue Regierung den Krieg fortführen würde. Viele Franzosen hielten ihr Land noch nicht für besiegt. Einen raschen Waffenstillstand, wie von Bismarck gewünscht, lehnte die neue Regierung jedenfalls ab. Sie hielt Napoleon III. für den Kriegsverursacher. Nach dessen Abgang sollte Frankreich einen „gerechten“ Frieden ohne Annexionen und Kriegsentschädigungen erhalten. Daran hielten die neuen Führer Frankreichs mit geradezu religiöser Sicherheit die nächsten drei Monate fest, bis sie einsehen mussten, dass Napoleons bittere Niederlage auch die ihre war.

## Übergang zum Deutschen Reich 1870

Einwohner im Deutschen Reich. Die Zahl der Menschen, die von Berlin aus regiert wurden, hat sich von Anfang 1866 bis Anfang 1871 mehr als verdoppelt. In den Jahren 1866 und 1867 (Annexionen in Norddeutschland und Bundesgründung) sind etwa ebenso viele Menschen hinzugekommen wie 1870/71 (Reichsgründung und Einverleibung von Elsaß-Lothringen).

Die süddeutschen Staaten, unter dem Eindruck der Volksmeinung, schlossen sich dem Krieg auf norddeutscher Seite an. Bald kam auch die Frage auf, ob sie dem Norddeutschen Bund beitreten sollten. Es gelang Bismarck nicht, auf einen gemeinsamen Beitritt hinzuwirken. Während der getrennten Verhandlungen mit den süddeutschen Staaten schien es zeitweise auch, dass eventuell Bayern nicht beitritt und nur über einen gesonderten Bund mit Norddeutschland und den übrigen Südstaaten verbunden wird.
Schließlich aber erfolgte der Beitritt aller vier Südstaaten zum 1. Januar 1871, im Falle von Bayern immerhin rückwirkend noch im Januar. An diesem Tag trat die neue Verfassung des Deutschen Bundes in Kraft. Auf diese Weise entstand das Deutsche Kaiserreich, mit im Wesentlichen unveränderter Verfassung und politischem System.

## Belege
1. ↑  Heinrich Lutz: Außenpolitische Tendenzen der Habsburger Monarchie von 1866 bis 1870: „Wiedereintritt in Deutschland“ und Konsolidierung als europäische Macht im Bündnis mit Frankreich. In: Eberhard Kolb (Hrsg.): Europa vor dem Krieg von 1870. Mächtekonstellation – Konfliktfelder – Kriegsausbruch. R. Oldenbourg, München 1987, S. 1–16, hier S. 1, 4/5.
2. ↑  Heinrich Lutz: Außenpolitische Tendenzen der Habsburger Monarchie von 1866 bis 1870: „Wiedereintritt in Deutschland“ und Konsolidierung als europäische Macht im Bündnis mit Frankreich. In: Eberhard Kolb (Hrsg.): Europa vor dem Krieg von 1870. Mächtekonstellation – Konfliktfelder – Kriegsausbruch. R. Oldenbourg, München 1987, S. 1–16, hier S. 5.
3. ↑  Wilfried Radewahn: Europäische Fragen und Konfliktzonen im Kalkül der französischen Außenpolitik vor dem Krieg von 1870. In: Eberhard Kolb (Hrsg.): Europa vor dem Krieg von 1870. Mächtekonstellation – Konfliktfelder – Kriegsausbruch. R. Oldenbourg, München 1987, S. 33–64, hier S. 35–37.
4. ↑  Wilfried Radewahn: Europäische Fragen und Konfliktzonen im Kalkül der französischen Außenpolitik vor dem Krieg von 1870. In: Eberhard Kolb (Hrsg.): Europa vor dem Krieg von 1870. Mächtekonstellation – Konfliktfelder – Kriegsausbruch. R. Oldenbourg, München 1987, S. 33–64, hier S. 37–39.
5. ↑  Wilfried Radewahn: Europäische Fragen und Konfliktzonen im Kalkül der französischen Außenpolitik vor dem Krieg von 1870. In: Eberhard Kolb (Hrsg.): Europa vor dem Krieg von 1870. Mächtekonstellation – Konfliktfelder – Kriegsausbruch. R. Oldenbourg, München 1987, S. 33–64, hier S. 40–43.
6. ↑  Wilfried Radewahn: Europäische Fragen und Konfliktzonen im Kalkül der französischen Außenpolitik vor dem Krieg von 1870. In: Eberhard Kolb (Hrsg.): Europa vor dem Krieg von 1870. Mächtekonstellation – Konfliktfelder – Kriegsausbruch. R. Oldenbourg, München 1987, S. 33–64, hier S. 43/44.
7. ↑  Konrad Canis: Bismarcks Außenpolitik 1870 bis 1890. Aufstieg und Gefährdung, Paderborn [u. a.]: Ferdinand Schöningh, 2004, S. 36.
8. ↑  Konrad Canis: Bismarcks Außenpolitik 1870 bis 1890. Aufstieg und Gefährdung, Paderborn [u. a.]: Ferdinand Schöningh, 2004, S. 29.
9. ↑  Eberhard Kolb: Rußland und die Gründung des Norddeutschen Bundes. In: Richard Dietrich (Hrsg.): Europa und der Norddeutsche Bund. Berlin: Haude und Spenersche Verlagsbuchhandlung, 1968, S. 183–220, hier S. 196, 198/199.
10. ↑  Konrad Canis: Bismarcks Außenpolitik 1870 bis 1890. Aufstieg und Gefährdung, Paderborn [u. a.]: Ferdinand Schöningh, 2004, S. 35.
11. ↑  Eberhard Kolb: Rußland und die Gründung des Norddeutschen Bundes. In: Richard Dietrich (Hrsg.): Europa und der Norddeutsche Bund. Berlin: Haude und Spenersche Verlagsbuchhandlung, 1968, S. 183–220, hier S. 210.
12. ↑  David Wetzel: A Duel of Nations. Germany, France and the Diplomacy of the War 1870–1871. The University of Wisconsin Press, Madison/London 2012, S. 33/34.
13. ↑  Klaus Hildebrand: No intervention. Die Pax Britannica und Preußen 1865/66 – 1869/70. Eine Untersuchung zur englischen Weltpolitik im 19. Jahrhundert. R. Oldenbourg, München 1997, S. 383–385.
14. ↑  Konrad Canis: Bismarcks Außenpolitik 1870 bis 1890. Aufstieg und Gefährdung, Paderborn [u. a.]: Ferdinand Schöningh, 2004, S. 29/30.
15. ↑  David Wetzel: A Duel of Nations. Germany, France and the Diplomacy of the War 1870–1871. The University of Wisconsin Press, Madison/London 2012, S. 36.
16. ↑  Klaus Hildebrand: No intervention. Die Pax Britannica und Preußen 1865/66 – 1869/70. Eine Untersuchung zur englischen Weltpolitik im 19. Jahrhundert. R. Oldenbourg, München 1997, S. 386/387.
17. ↑  David Wetzel: A Duel of Nations. Germany, France and the Diplomacy of the War 1870–1871. The University of Wisconsin Press, Madison/London 2012, S. 34/35.
18. ↑  Klaus Hildebrand: No intervention. Die Pax Britannica und Preußen 1865/66 – 1869/70. Eine Untersuchung zur englischen Weltpolitik im 19. Jahrhundert. R. Oldenbourg, München 1997, S. 335.
19. ↑  Heinz Günther Sasse: Die Gründung des Auswärtigen Amtes 1870/71. In: Auswärtiges Amt (Hrsg.): 100 Jahre Auswärtiges Amt 1870–1970. Bonn 1970, S. 9–22, hier S. 16.
20. ↑  Ernst Rudolf Huber: Deutsche Verfassungsgeschichte seit 1789. Band III: Bismarck und das Reich. 3. Auflage, W. Kohlhammer, Stuttgart [u. a.] 1988, S. 721/722.
21. ↑  Konrad Canis: Bismarcks Außenpolitik 1870 bis 1890. Aufstieg und Gefährdung, Paderborn [u. a.]: Ferdinand Schöningh, 2004, S. 42.
22. ↑  Ernst Rudolf Huber: Deutsche Verfassungsgeschichte seit 1789. Band III: Bismarck und das Reich. 3. Auflage, W. Kohlhammer, Stuttgart [u. a.] 1988, S. 722/723.
23. ↑  Geoffrey Wawro: The Franco-Prussian War. The German Conquest of France in 1870–1871. Oxford University Press, Oxford [u. a.] 2003, S. 36.
24. ↑  Konrad Canis: Bismarcks Außenpolitik 1870 bis 1890. Aufstieg und Gefährdung, Paderborn [u. a.]: Ferdinand Schöningh, 2004, S. 44/45.
25. ↑  Konrad Canis: Bismarcks Außenpolitik 1870 bis 1890. Aufstieg und Gefährdung, Paderborn [u. a.]: Ferdinand Schöningh, 2004, S. 46.
26. ↑  Konrad Canis: Bismarcks Außenpolitik 1870 bis 1890. Aufstieg und Gefährdung, Paderborn [u. a.]: Ferdinand Schöningh, 2004, S. 45.
27. ↑  David Wetzel: A Duel of Nations. Germany, France and the Diplomacy of the War 1870–1871. The University of Wisconsin Press, Madison/London 2012, S. 45/46.
28. ↑  Konrad Canis: Bismarcks Außenpolitik 1870 bis 1890. Aufstieg und Gefährdung, Paderborn [u. a.]: Ferdinand Schöningh, 2004, S. 45/46.
29. ↑  Konrad Canis: Bismarcks Außenpolitik 1870 bis 1890. Aufstieg und Gefährdung, Paderborn [u. a.]: Ferdinand Schöningh, 2004, S. 51/52.
30. ↑  Konrad Canis: Bismarcks Außenpolitik 1870 bis 1890. Aufstieg und Gefährdung, Paderborn [u. a.]: Ferdinand Schöningh, 2004, S. 52.
31. ↑  David Wetzel: A Duel of Nations. Germany, France and the Diplomacy of the War 1870–1871. The University of Wisconsin Press, Madison/London 2012, S. 35/36.
32. ↑  David Wetzel: A Duel of Nations. Germany, France and the Diplomacy of the War 1870–1871. The University of Wisconsin Press, Madison/London 2012, S. 36/37.
33. ↑  David Wetzel: A Duel of Nations. Germany, France and the Diplomacy of the War 1870–1871. The University of Wisconsin Press, Madison/London 2012, S. 38/39.
34. ↑  David Wetzel: A Duel of Nations. Germany, France and the Diplomacy of the War 1870–1871. The University of Wisconsin Press, Madison/London 2012, S. 44, 46/47.
35. ↑  David Wetzel: A Duel of Nations. Germany, France and the Diplomacy of the War 1870–1871. The University of Wisconsin Press, Madison/London 2012, S. 39/40.
36. ↑  Konrad Canis: Bismarcks Außenpolitik 1870 bis 1890. Aufstieg und Gefährdung, Paderborn [u. a.]: Ferdinand Schöningh, 2004, S. 47.
37. ↑  Konrad Canis: Bismarcks Außenpolitik 1870 bis 1890. Aufstieg und Gefährdung, Paderborn [u. a.]: Ferdinand Schöningh, 2004, S. 48.
38. ↑  David Wetzel: A Duel of Nations. Germany, France and the Diplomacy of the War 1870–1871. The University of Wisconsin Press, Madison/London 2012, S. 74/75.
39. ↑  Konrad Canis: Bismarcks Außenpolitik 1870 bis 1890. Aufstieg und Gefährdung, Paderborn [u. a.]: Ferdinand Schöningh, 2004, S. 49.
40. ↑  Wolfgang Altgeld: Das Deutsche Reich im italienischen Urteil 1871–1945. In: Klaus Hildebrandt (Hrsg.): Das Deutsche Reich im Urteil der Großen Mächte und europäischen Nachbarn (1871–1945), R. Oldenbourg, München 1995, S. 107–122, hier S. 110/111.
41. ↑  John Gerow Gazley: American Opinion of German Unification, 1848–1871. Diss. Columbia University, New York 1926, S. 511–513.
42. ↑  Konrad Canis: Bismarcks Außenpolitik 1870 bis 1890. Aufstieg und Gefährdung, Paderborn [u. a.]: Ferdinand Schöningh, 2004, S. 48.
43. ↑  David Wetzel: A Duel of Nations. Germany, France and the Diplomacy of the War 1870–1871. The University of Wisconsin Press, Madison/London 2012, S. 83–87, 100/101.